# Blizzard of Ozz
Blizzard of Ozz prvi je solo album britanskog heavy metal pjevača Ozzya Osbournea. U Velikoj Britaniji objavljen je 20. rujna 1980., a u SAD tek 27. ožujka 1981. godine.

## Pjesme
- A strana
  1. "I Don't Know"-5:16
  2. "Crazy Train"-4:56
  3. "Goodbye to Romance"-5:36
  4. "Dee"-0:50
  5. "Suicide Solution"-4:21

- B strana
  1. "Mr. Crowley"-4:55
  2. "No Bone Movies"-3:53
  3. "Revelation (Mother Earth)"-6:09
  4. "Steal Away (The Night)"-3:28

- Bonus pjesma 2002
  1. "You Lookin' at Me Lookin' at You"-4:16